# Лоренцо Гаццарі
Лоренцо (Ренцо) Гаццарі (італ. Lorenzo Gazzari, нар. 7 січня 1907, Хвар  — пом. 1998, Флоренція) — італійський футболіст, що грав на позиції захисника. Відомий виступами за клуби «Хайдук» і «Фіорентина».

## Життєпис
З юнацьких років виступав у клубі «Хайдук» з міста Спліт. Дебютував у офіційному матчі в складі «Хайдука» 8 грудня 1923 року у матчі чемпіонату Спліта проти «Бораца» (7:1). На позиції воротаря в команді грав старший брат Ренцо — Отмар Гаццарі.
Виступав у команді до 1928 року. Багаторазовий чемпіон футбольної асоціації Спліта. В 1927 році здобув з командою перший титул чемпіона Югославії. В короткотривалому турнірі для шести учасників «Хайдук» на два очка випередив белградський БСК. Лоренцо зіграв у всіх п'яти матчах змагань. По завершенні сезону чемпіон отримав можливість зіграти у новоствореному міжнародному турнірі для провідних клубів Центральної Європи — Кубку Мітропи. У першому раунді змагань «Хайдук» двічі поступився віденському «Рапіду» (1:8, 0:1). Був срібним призером чемпіонату 1928 року.
Загалом у складі «Хайдука» зіграв у 1923—1928 роках 152 матчі і забив 5 м'ячів. Серед них 11 матчів і у чемпіонаті Югославії, 15 матчів і 2 голи у чемпіонаті Спліта, 2 матчі у Кубку Мітропи, 124 матчі і 3 голів у інших турнірах і товариських іграх.
В 1928 році обидва брати перебралися на етнічну батьківщину, де виступали в клубі «Трієстина». Отмар уже через рік повернувся в Югославію, а Лоренцо так і залишився в Італії. В наступному сезоні «Трієстина» потрапила до новоствореної Серії А.
З 1931 по 1938 рік Лоренцо грав у клубі «Фіорентина». Перший час клуб тримався у верхній частині чемпіонату. В чемпіонаті 1935 року клуб завоював бронзові медалі. Завдяки цьому Лоренцо отримав можливість вдруге зіграти у Кубку Мітропи. «Фіорентина» в першому колі перемогла угорський «Уйпешт» (2:0, 4:3), а у 1/4 поступилась чехословацькій «Спарті» (1:7, 3:1). Лоренцо зіграв у трьох матчах турніру. За підсумками сезону 1937–38 «Фіорентина» посіла 16-е місце і залишила вищий дивізіон.
У наступні роки Лоренцо грав у командах нижчих дивізіонів Італії.
Після завершення футбольної кар'єри займався тенісом.

## Статистика виступів

### Статистика виступів у кубку Мітропи
| №                      | Розіграш               | Стадія                 | Дата та місце проведення | Команда 1              | Рахунок                                             | Команда 2      | Голи |
| ---------------------- | ---------------------- | ---------------------- | ------------------------ | ---------------------- | --------------------------------------------------- | -------------- | ---- |
| 1                      | 1927                   | 1/4                    | 14.08.1927 Відень        | Рапід (Відень)         | 8:1                                                 | Хайдук (Спліт) |      |
| 2                      | 1927                   | 1/4                    | 21.08.1927 Спліт         | Хайдук (Спліт)         | 0:1                                                 | Рапід (Відень) |      |
| 3                      | 1935                   | 1/8                    | 16.06.1935, Будапешт     | Уйпешт                 | 0:2 [Архівовано 18 березня 2017 у Wayback Machine.] | Фіорентіна     |      |
| 4                      | 1935                   | 1/8                    | 23.06.1935, Флоренція    | Фіорентіна             | 4:3 [Архівовано 18 березня 2017 у Wayback Machine.] | Уйпешт         |      |
| 5                      | 1935                   | 1/8                    | 16.06.1935, Прага        | Спарта (Прага)         | 7:1 [Архівовано 8 травня 2021 у Wayback Machine.]   | Фіорентіна     |      |
| Всього у кубку Мітропи | Всього у кубку Мітропи | Всього у кубку Мітропи | Всього у кубку Мітропи   | Всього у кубку Мітропи | 5                                                   |                | 0    |

## Трофеї і досягнення
- Чемпіон Югославії: 1927
- Срібний призер чемпіонату Югославії: 1928
- Чемпіон футбольної асоціації Спліта[3]: 1923-24, 1924-25, 1926 (в), 1926 (о), 1927 (в), 1928 (в)
- Бронзовий призер чемпіонату Італії: 1934–35